# Charles Molyneux (1er comte de Sefton)
Charles William Molyneux, 1er comte de Sefton (11 octobre 1748 – 31 janvier 1795) est un député au Parlement Britannique et un comte de la pairie d'Irlande.

## Biographie
Il est né le 11 octobre 1748, fils de Thomas et de Marie (née Leverly) Molyneux. Thomas est décédé le 3 septembre 1756, le laissant héritier du titre de vicomte de Molyneux, dont il est investi le 30 mars 1759 à la suite de la mort de son oncle, William Molyneux (7e vicomte Molyneux),.

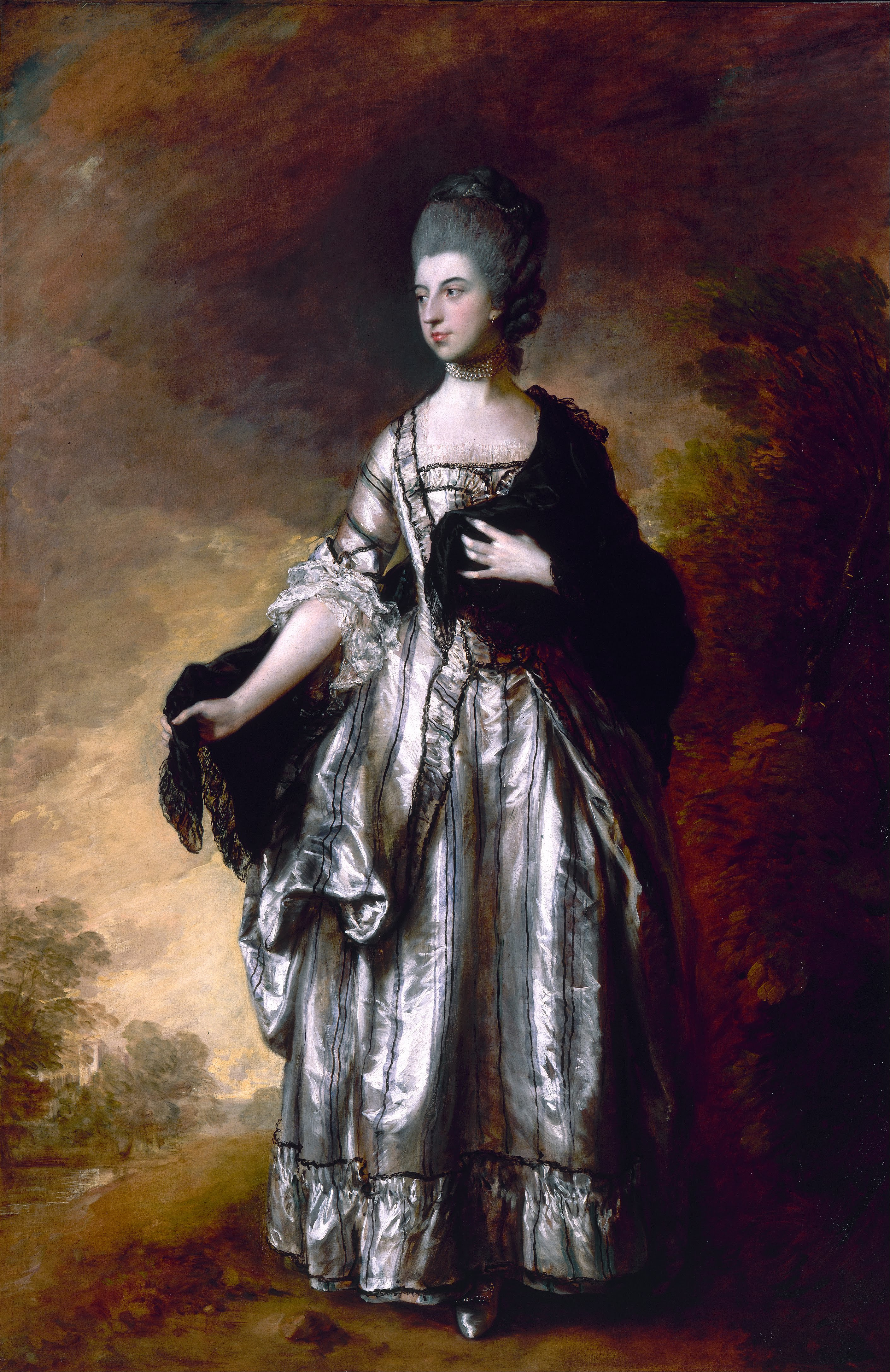
Isabella, Vicomtesse Molyneux
future comtesse de Sefton
1ere exposition en 1769
par Thomas Gainsborough
Walker Art Gallery, Liverpool

Il épouse Isabella Stanhope, fille de William Stanhope (2e comte de Harrington), le 27 novembre 1768. Il est passé à l'Église d'Angleterre le 5 mars 1769, et est récompensé par le titre de comte de Sefton le 30 novembre 1771 avec lequel la vicomté est fusionnée. Il est élu à la Chambre des Communes en 1771 et représente le Lancashire comme Whig jusqu'en 1774.
Il meurt à la fin en janvier 1795 et est remplacé par son fils, William.